# Fabero
Fabero (asztur-leóni nyelven El Fabeiru, leóni nyelven Al Fabeiru) település Spanyolországban, León tartományban. Lakosainak száma 4061 fő (2024).

## Földrajza
Fabero Berlanga del Bierzo, Vega de Espinareda, Candín, Peranzanes és Páramo del Sil községekkel határos.

## Népesség
A település lakosságának változását az alábbi diagram mutatja:
| Lakosok száma | 5759 | 5312 | 5324 | 5319 | 5106 | 4956 | 4635 | 4493 | 4239 | 4061 |
|               | 2001 | 2004 | 2007 | 2009 | 2012 | 2014 | 2017 | 2019 | 2022 | 2024 |